# Молитва и пост
«Молитва и пост» — концертный альбом Бориса Гребенщикова. Запись концерта в Last Day Saloon, Сан-Франциско 9 августа 1998 года. Первоначально существовал как Internet-only альбом в MP3-формате. В августе 1998 года БГ дал два концерта в США — в Сан-Франциско, что и зафиксировано на данной записи, и в Нью-Йорке в клубе «The Bitter End» 14 августа 1998 года. Причём в буклете к вышедшему в 2001 году альбому находятся фотографии именно нью-йоркского клуба, а не «Last Day Saloon», где была произведена запись. Также к буклету был приложен плакат, на котором были написаны тексты всех песен, вошедших в альбом.

Сам набор песен ознаменовал собой начало проекта «Новый электрический пёс», с которым «Аквариум» выступал до лета 1999 года — старые песни, спетые по-новому с новым составом.

## Участники записи
- Борис Гребенщиков — вокал, гитара, губная гармоника
- Запись — Александр Канарский, Александр Гельфенбейн
- Мастеринг и выпуск — Михаил Морозов
- Оригинальная обложка — Марк Титов

## Список композиций
Музыка и слова во всех песнях — Борис Гребенщиков, кроме специально отмеченных

### CD1
1. Трамвай (3:32)
2. Каменный уголь (3:26)
3. Трачу своё время (2:04)
4. Комната, лишенная зеркал (5:28)
5. Возвращение домой (2:45)
6. Козлы (2:40)
7. Мой муравей (3:29) (Б. Гребенщиков — А. Гуницкий)
8. Мочалкин блюз (2:24)
9. Иванов (3:10)
10. Контрданс (4:04)
11. С той стороны зеркального стекла (2:54)
12. Почему не падает небо (2:12)
13. Рождественская песня (5:33)

### CD2
1. Второе стеклянное чудо (1:55)
2. Электрический пес (3:54)
3. Афанасий Никитин буги или Хождение за три моря-2 (5:10)
4. Скорбец (3:06)
5. Девушки танцуют одни (3:58)
6. Два поезда (3:12)
7. Новая песня о Родине (4:10)
8. Небо становится ближе (5:08)
9. Рыба (2:45)
10. Чай (2:13)
11. Под мостом, как Чкалов (3:00)
12. Песня для нового быта (2:16)

### Бонус
- Блюз свиньи в ушах (1:16) (Б. Гребенщиков — А. Гуницкий)

## Интересные факты
- Во время концерта Гребенщиков даёт короткие пояснения к песням:
  - Песня «Скорбец» была написана в Москве во время обсуждения с писательницей Татьяной Толстой того, как перевести слово «блюз» на русский язык.
  - Песня «Девушки танцуют одни» была написана после отъезда из Сан-Франциско.
- Все песни входят в альбомы Аквариума разных лет:
  - «Трамвай», «Каменный уголь» — «Десять стрел»
  - «Трачу своё время» — «Пески Петербурга»
  - «Комната, лишённая зеркал», «Возвращение домой», «Рождественская песня» — «Ихтиология»
  - «Козлы» — антология «Библиотека Вавилона. История Аквариума — Том 4» и бонус к альбому «Дети Декабря»
  - «Мой муравей», «Мочалкин блюз» — «Треугольник»
  - «Иванов», «Контрданс», «С той стороны зеркального стекла», «Почему не падает небо», «Второе стеклянное чудо», «Песня для нового быта» — «Акустика»
  - «Электрический пёс», «Чай» — «Синий альбом»
  - «Афанасий Никитин буги или Хождение за три моря-2», «Скорбец» — «Беспечный русский бродяга»
  - «Девушки танцуют одни», «Два поезда» — «Пушкинская, 10»
  - «Новая песня о Родине», «Под мостом, как Чкалов» — компиляция «Территория»
  - «Небо становится ближе» — «День Серебра»
  - «Рыба» — «Десять стрел» и «Ихтиология»
- На концерте в Нью-Йорке был спет тот же набор песен, а также песни «Козлодоев», «Сторож Сергеев», «Моей звезде», «10 стрел», «Встань у реки».